# 大阪赤十字病院
大阪赤十字病院（おおさかせきじゅうじびょういん）は、日本赤十字社大阪府支部が設置する大阪市天王寺区にある病院。
救命救急センターを有し、地域周産期母子医療センターに指定された三次救急医療機関である。大規模災害発生時には、災害派遣医療チーム（DMAT）を全国各地に出動させる大阪DMATの指定医療機関でもある。集中治療室（ICU）・心臓血管疾患集中治療室（CCU） 12床、新生児特定集中治療室（NICU）・新生児治療回復室（GCU）12床、脳卒中集中治療室（SCU）3床を備える。

## 沿革
1909年（明治42年）5月8日、日本赤十字社大阪支部病院として、博愛の精神に基づいて、一般診療および救急診療を目的とし、併せて優秀な看護師を養成するために創立された。第二次世界大戦後、連合国総司令部（GHQ）に接収された後、1946年（昭和21年）1月に大阪市天王寺区の生魂国民学校（現・大阪市立生魂小学校）講堂に、1947年（昭和22年）2月に東区（現・中央区）法円坂の元22部隊跡に移転し、1956年（昭和31年）4月に天王寺区筆ヶ崎町に復帰した。

### 年表
- 1909年（明治42年）5月8日 - 「日本赤十字社大阪支部病院」として発足（200床）。看護婦養成所を併設。
- 1927年（昭和2年） - 1934年（昭和9年） - 鉄筋コンクリート5階建病棟に改築（北・中・南）（3病棟合計850床）。
- 1933年（昭和8年） - 看護婦寄宿舎修徳寮竣工。
- 1937年（昭和12年）12月 - 「大阪陸軍病院赤十字病院」に改称。
- 1943年（昭和18年）1月 - 「大阪赤十字病院」に改称。
- 1945年（昭和20年）11月 - 12月 - 連合国総司令部に接収される。
- 1946年（昭和21年）1月 - 生魂国民学校（現・大阪市立生魂小学校）講堂に移転。
- 1947年（昭和22年）2月 - 大阪市東区（現・中央区）法円坂、元22部隊跡に移転。
- 1956年（昭和31年）4月 - 天王寺区筆ヶ崎町に復帰（精神神経科は法円坂に分院として残す）。
- 1959年（昭和34年）9月 - 外来棟、管理棟落成。新館落成（本館）。外来部門診療開始。
- 1967年（昭和42年）4月 - 東区法円坂に大阪府立大手前整肢学園開設（2004年まで）。
- 1974年（昭和49年）4月 - 看護婦寄宿舎修和寮、看護学校を新築。
- 1975年（昭和50年）8月 - 本院に精神神経科を移転（精神神経科病棟新築）。
- 1987年（昭和62年）11月 - 健診センター完成。
- 1996年（平成8年）4月 - 東病棟新築工事着工（看護婦寄宿舎修徳寮解体）。
- 1997年（平成9年）3月 - 災害拠点病院の指定。
- 1998年（平成10年）3月 - 東病棟完成（看護婦寄宿舎修徳寮の跡地）。
- 2001年（平成13年）5月 - 新本館へ改築工事着工（中病舎解体）。
- 2002年（平成14年）8月 - 外来オーダリングシステム稼動。
- 2002年（平成14年）12月 - 地域がん診療拠点病院に指定
- 2003年（平成15年）7月 - 新本館竣工。
- 2003年（平成15年）9月 - 新本館での業務開始（北病舎・南病舎解体）。新本館での全面禁煙実施。既設本館は旧本館に改称。
- 2004年（平成16年）1月 - 消化器科開設。病棟オーダリングシステム稼動。新本館での外来業務開始。
- 2004年（平成16年）3月 - 大阪府立大手前整肢学園が東館に移転。
- 2005年（平成17年）12月 - 日本人間ドック学会 人間ドック・健診施設機能評価認定施設に指定。
- 2006年（平成18年）3月 - 財団法人日本医療機能評価機構に認定される。
- 2006年（平成18年）4月 - 日本赤十字社国際医療救援拠点病院に指定。
- 2006年（平成18年）12月 - 日本赤十字社ロジスティクスセンター（災害救護倉庫兼備蓄倉庫）の完成。
- 2007年（平成19年）11月 - 大阪府地域周産期母子医療センター認定。
- 2008年（平成20年）1月 - 頭頸部外科部開設。
- 2008年（平成20年）2月 - 救命救急センター承認。
- 2009年（平成21年）5月 - 開院100周年。
- 2009年（平成21年）7月 - 国内型緊急対応ユニット (dERU)配備。
- 2010年（平成22年）9月 - 脳卒中センター設置。

## 診療科
- リウマチ・膠原病内科
- 腎臓内科
- 血液内科
- 糖尿病・内分泌内科
- 消化器内科
- 循環器内科
- 不整脈内科
- 脳神経内科
- 腫瘍内科
- 緩和ケア科
- 消化器外科
- 乳腺外科
- 心臓血管外科
- 眼科
- 産婦人科
- 皮膚科
- 泌尿器科
- 耳鼻咽喉科・頭頸部外科
- 小児科
- 新生児・未熟児科
- 小児外科
- 呼吸器内科
- 呼吸器外科
- 精神神経科
- 整形外科・スポーツ整形外科
- リハビリテーション科
- 形成外科
- 脳神経外科
- 歯科口腔外科
- 放射線診断科
- 放射線治療科
- 麻酔科
- 救急科
- 臨床検査科
- 病理診断科
- 健診センター
- 国際医療救援部

診療協働部門
- 看護部
- 病理部
- 検査部
- 薬剤部

## 医療機関の指定
- 保健医療機関
- 健康保険病院
- 社会保険病院
- 国民健康保険療養取扱期間
- 労災保険指定病院
- 母体保護法指定医
- 性病予防法指定病院
- 生活保護法指定病院
- 自室支援医療（更生・育成医療）指定医療機関
- 結核指定病院
- 原子爆弾被爆者医療指定病院
- 救急告示病院
- 救命救急センター
- 臨床研修指定病院
- 精神保健指定医
- 児童福祉法医療給付指定医療機関
- 母子保健法養育医療指定医療機関
- 自動車損害賠償責任保険後遺障害認定病院
- 公害健康被害補償法公害医療機関
- 人間ドック指定病院
- 日本病院会優良人間ドック施設
- 大阪府指定災害拠点医療センター（災害拠点病院）
- 地域がん診療連携拠点病院
- 肺炎専門医療機関
- 非血縁者間さい帯血移植医療機関
- 非血縁者間骨髄採取施設
- 大阪府地域周産期母子医療センター
- 地域医療支援病院
- 大阪DMAT指定医療機関
- 災害対策基本法指定機関

## 付属・関連施設
- 大阪赤十字看護専門学校（2023年3月閉校）
- 大阪赤十字病院附属大手前整肢学園（東館1階～3階。大阪府立堺支援学校大手前分校を併設）

本館にある施設・設備
- レストラン「ロイヤル」（2階）
- ファミリーマート大阪赤十字病院店（2階）
- タリーズコーヒー大阪赤十字病院店（2階）
- ヘアーサロン「日赤理・美容センター」（2階）
- りそな銀行のATM（2階）
- 院内図書「愛の図書室」（7階）

## 周辺施設
- 桃坂コンフォガーデン
  - 医療介護関連施設が多数
  - スタジオ・ヨギー
  - 阪急ファミリーストア桃坂店
- ル・トーア東亜美容専門学校
- 聖バルナバ病院
- 早石病院

## 交通アクセス
- 近鉄大阪線・奈良線「鶴橋駅」下車、徒歩約7分。
- JR西日本大阪環状線「鶴橋駅」下車。徒歩約7分。
- 地下鉄千日前線「鶴橋駅」下車、4号出口から徒歩約7分。
- 近鉄大阪線・奈良線「大阪上本町駅」下車、徒歩約10分、もしくは近鉄バス01番で約4分。
- 地下鉄谷町線「谷町九丁目駅」下車、徒歩約15分、もしくは近鉄「大阪上本町駅」まで歩き、近鉄バス01番に乗車。

## エピソード

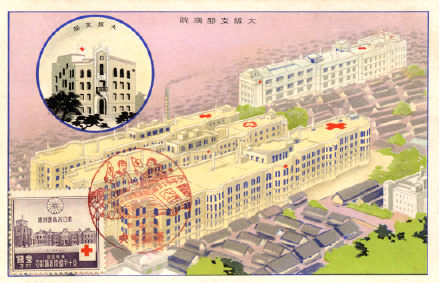
1934年現在の病棟

- かつて存在した鉄筋コンクリート造5階建病棟は建築愛好家に愛された建物であり、新本館竣工までをまっとうした。病棟内のステンドグラスは気品ある作品であり、多くの患者・見舞い客に愛され、新本館建築時に各階のロビーに移設された。
- 鉄筋コンクリート造5階建病棟が存在していたころには、大阪府赤十字血液センター分室があった。
- 病院玄関前の木は旧病棟時代から存在しており、その木をモチーフにした絵本「びょういんの木」が出版され、後に児童映画として映画化された。作者は小児科に公害病で入院していた患者だった。
- 現在の新本館について、当初は旧本館と旧病舎を取り壊して建設する予定であった。しかし、建設費を捻出するために計画が変更され、旧本館部分の土地を売却[1]した上で、既存の中病舎を解体し更地にしてから着工された。これによって新本館竣工時に旧病棟からの移転（北・南病舎からの移転）をスムーズに行うことができ、その後に北・南病舎の解体を行うことが容易となった。
- かつて北側に立っていた煙突には赤十字の標章が記されていた。これは近鉄大阪線の線路側に立っていたため、鉄道ファンの間でも有名であった。後にほとんど使われなくなった煙突は新本館竣工と共に役目を終え、跡地には立体駐車場が建てられた。
- 旧本館が存在していたころ、「近商ストア」が出店し、「近商ストア日赤店」として売店・食堂の営業を行っていた。現在は新本館2階にコンビニエンスストア「ファミリーマート」が出店している。
- 2003年に関西テレビ放送の開局45周年を記念して、大阪赤十字病院の看護婦であった青木葉子を主人公としたテレビドラマ『ワルシャワの秋』が放映された。その際、現新館が稼動する前の近鉄上本町駅側にあった正門左に実際かかっていた病院看板が撮影に使われたという。付属の看護専門学校などのものと並んで掛けられていたこの看板は、病院の歴史と等しい歴史を持ち、木製であった。
- 筆ケ崎町の病院が進駐軍に接収されてアメリカ陸軍病院となっていた1954年（昭和29年）に、マリリン・モンローが慰問に訪れた[2]。